# Ізопропіл-β-D-1-тіогалактопіранозид
Ізопропіл-β-D-1-тіогалактопіранозид (ІПТГ, IPTG) — хімічна сполука, широко вживана у молекулярній біології. Ця сполука є молекулярним міміком алолактози, метаболіту лактози, який запускає транскрипцію з лактозного оперону. Через це IPTG застосовується для контрольованої індукції експресії з генів, що знаходяться під контролем lac оператору.
На відміну від алолактози, IPTG не гідролізує під впливом β-галактозидази, того його концентрація в середовищі не змінюється після активації лактозного оператору і залишається сталою. Для індукції, стерильний 1 M розчин IPTG додається до середовища з 1:1000 розведенням під час логарифмічної фази росту бактеріальної культури.

## Механізм дії
Так само як і алолактоза, IPTG зв*язується з lac репресором та спричиняє його дисоціацію з лактозного оператора за алостеричним механізмом. Таким чином IPTG робить можливою транскрипцію генів лактозного оперону, таких як ген бета-галактозидази, гідролітичного ензиму який каталізує гідроліз β-галактозидів до мономерних цукрів. На відміну від алолактози, IPTG є S-глікозидом, які є хімічно стійкими в біологічному середовищі; таким чином IPTG не може гідролізуватись після активації лактозного оператора і концентрація активатора залишається сталою.
Поглинання IPTG кишечною паличкою E. coli може відбуватись незалежно від лактозної пермеази. При низьких концентраціях, IPTG проникає до клітини за участю пермеази, але за високих концентрацій (які зазвичай використовуються для індукції), IPTG проникає у клітини іншими шляхами.

## Лабораторне застосування
IPTG це ефективний індуктор експресії білків з lac-залежних промоторів в бактеріальній культурі при концентраціях від 100 μM до 1.0 mM. Концентрація залежить від потрібної сили індукції, а також від типу клітин і плазмід що використовуються. Якщо використовується мутант lacIq, який перепродукує lac-репресор, можуть бути потрібні вищі концентрації IPTG.
В синьо-білому скринінгу IPTG застосовується разом з X-gal. Синьо-білий скринінг дозволяє ідентифікувати колонії що несуть рекомбінантну плазміду на фоні тих що експресують нерекомбінантну версію плазміди. 